# 전장의 발큐리아 (비디오 게임)

전장의 발큐리아(일본어: 戦場のヴァルキュリア -Gallian Chronicles- 센조노 바루큐리아[*], 영어: Valkyria Chronicles)는 세가 와우의 오버웍스에서 제작하고, 세가에서 2008년 4월 24일에 발매한 플레이스테이션 3용 전술 롤플레잉 게임이다. 세가에서 개발한 캔버스 엔진을 기반으로 제작되어 게임의 분위기가 엔진의 이름처럼 캔버스에 그린 그림같이 연출되었다.

## 세계관
게임은 실제의 유럽 대륙을 배경으로 하되, 가상 세계의 유럽 대륙을 무대로 하고 있다.

## 등장인물
성우는 게임/텔레비전 애니메이션의 순서. 특기 없는 것 경우는 양 작품품 공통.

### 가리아 공국

#### 의용군 제 3 중대
특기가 없는 사람은 제7 소대의 대원.
웰킨 균터(일본어: ウェルキン・ギュンター, Welkin Gunther)
성우: 치바 스스무
아리시아 멜키오트(일본어: アリシア・メルキオット, Alicia Melchiott)
성우: 이노우에 마리나
이사라 균터(일본어: イサラ・ギュンター, Isara Gunther)
성우: 쿠와시마 호코
로지(일본어: ロージー, Rosie)
성우: 토요구치 메구미/미나가와 쥰코
라르고 포텔(일본어: ラルゴ・ポッテル, Largo Potter)
성우: 에가와 히사오/노무라 켄지
자카(일본어: ザカ, Zaka)
성우: 나카이 카즈야
크라이스 체르니(일본어: クライス・チェルニー)
성우: 노지마 켄지
엘레노아 바롯(일본어: エレノア・バーロット, Eleanor Varrot)
성우: 타나카 아츠코
팔디오 란차트(일본어: ファルディオ・ランツァート, Faldio Landzaat)
성우: 사쿠라이 타카히로
한스(일본어: ハンス)
성우: 이케다 치구사

##### 이디 분대
추가 시나리오에 의한 예외편에 등장.본대를 놓친 대원들이 임시에 만든 만큼 대.제국군이 마을을 덮치는데 우연히 만나, 이디가 의욕에 넘치고 분대장을 자칭하기 나왔다. 분대 멤버의 5명은 인기 투표의 상위 5명과의 일[3].애니메이션에서도 린을 제외하고 초반부터 등장하고 있다.
이디 넬슨(일본어: イーディ・ネルソン, Edy Nelson)
성우: 카노 유이
호머 피에로니(일본어: ホーマー・ピエローニ, Homer Pieroni)
성우: 쇼지 우메카
얀 워커(일본어: ヤン・ウォーカー, Jann Walker)
성우: 히라이 켄지
린(일본어: リィン, Lynn)
성우: 카와쇼 미유키
수지 에반스(일본어: スージー・エヴァンス, Susie Evance)
성우: 토츠카 리에
마리나 울프스탄(일본어: マリーナ・ウルフスタン, Marina Wolfstan)
성우: 다이 나츠키

#### 정부·군 관계자
코델리아 공주(일본어: コーデリア姫, Cordelia gi Randgriz)
성우: 노토 마미코
마우릿츠 볼그(일본어: マウリッツ・ボルグ)
성우: 시바타 히데카즈
게오르크 다몬(일본어: ゲォルク・ダモン)
성우: 시오야 코조
리온 슈밋트(일본어: リオン・シュミット)
성우: 오노사카 마사야

#### 민간인
에렛트(일본어: エレット)
성우: 신도 나오미
마사 릿포넨(일본어: マーサ・リッポネン)
성우: 사이토 키미코

#### 그 외
벨겐 균터(일본어: ベルゲン・ギュンター)
테이머(일본어: テイマー)

### 제국군
막시밀리안(일본어: マクシミリアン, Maximilian)
성우: 후쿠야마 쥰
셀베리아 브레스(일본어: セルベリア・ブレス, Selvaria Bles)
성우: 오오하라 사야카
벨폴트 그레골(일본어: ベルホルト・グレゴール, Berthold Gregor)
성우: 오오츠카 치카오
라디 예거(일본어: ラディ・イェーガー, Radi Yaeger)
성우: 오오츠카 아키오
욜기오스 겔드(일본어: ヨルギオス・ゲルド)
성우: 키시노 유키마사
칼 오저 발드(일본어: カール・オザ・ヴァルド)

### 대서양 연방 기구
쟝 타운젠트(일본어: ジャン・タウンゼント)

## 관련 매체

### 애니메이션
애니플렉스와 A-1 픽쳐스에 의해 애니메이션로 제작되어 2009년 4월 4일부로 도쿄 MX를 포함한 전국 독립UHF방송 협의회에서 방송을 시작하였다. 2쿨 단위의 26화로 방영이 끝날 예정이다.

#### 방영 리스트
| 각 화  | 서브 타이틀                             | 각본              | 연출              | 그림 콘티           | 작화 감독                                      |
| ------ | --------------------------------------- | ----------------- | ----------------- | ------------------- | ---------------------------------------------- |
| 제01화 | 전화의 만남 (戦火の出会い)              | 요코테 미치코     | 今井一暁 山本靖貴 | 山本靖貴            | 米澤優                                         |
| 제02화 | 에델바이스의 기도 (コナユキソウの祈り)  | 요코테 미치코     | 高柳佳幸          | 高柳佳幸            | 高木晴美 高柳佳幸                              |
| 제03화 | 제7소대 탄생 (第7小隊誕生)              | 야마토야 아카츠키 | 久木晃嗣          | 모리타 히로유키     | 池内直子 服部聰志                              |
| 제04화 | 잠깐의 휴일 (束の間の休日)              | 下山健人          | 牧野吉高          | 阿保孝雄            | 関口雅浩                                       |
| 제05화 | 크로덴 기습전 (クローデン奇襲戦)        | 下山健人          | 大久保政雄        | 大久保政雄          | 武本大介                                       |
| 제06화 | 종군기자, 분투하다! (従軍記者、奮闘す!) | 야마토야 아카츠키 | 遠藤晋            | 카나사키 타카오미   | 新島敏史 原田幸枝 竹内真弓 仁井宏隆            |
| 제07화 | 달크스의 재앙 (ダルクスの災厄)          | 요코테 미치코     | 今井一暁          | 모리타 히로유키     | 河合拓也                                       |
| 제08화 | 읽혀지는 역사 (紐解かれる歴史)          | 요코테 미치코     | 黒柳トシマサ      | 黒柳トシマサ        | 高木晴美 小川エリ                              |
| 제09화 | 푸른 마녀 (蒼き魔女)                    | 下山健人          | 牧野吉高          | 카나사키 타카오미   | 関口雅浩                                       |
| 제10화 | 취설의 밤 (吹雪の夜)                    | 야마토야 아카츠키 | 古賀一臣          | 阿保孝雄            | 米澤優 野田康行 長谷川友香                     |
| 제11화 | 초대되지 않은 손님들 (招かれざる客達)   | 요코테 미치코     | 大久保富彦        | 大久保富彦          | 徳田夢之介                                     |
| 제12화 | 납치된 희군 (さらわれた姫君)            | 요코테 미치코     | 遠藤晋            | 佐藤まさふみ        | 新島敏史 原田幸枝 竹内真弓 仁井宏隆 徳田夢之介 |
| 제13화 | 공포의 이동요새 (戦慄の移動要塞)        | 야마토야 아카츠키 | 蔵本穂高          | 모리타 히로유키     | 武本大介 中野彰子                              |
| 제14화 | 파우젠의 선택 (ファウゼンの選択)        | 야마토야 아카츠키 | 奥野浩行          | 하라다 히로시       | 奥野浩行                                       |
| 제15화 | 가희의 과거 (歌姫の過去)                | 下山健人          | 今井一暁          | 카나사키 타카오미   | 河合拓                                         |
| 제16화 | 전하지 못한 마음 (語られなかった想い)   | 야마토야 아카츠키 | 黒柳トシマサ      | 黒柳トシマサ        | 高木晴美 古住千秋                              |
| 제17화 | 정령절의 선물 (精霊節の贈り物)          | 요코테 미치코     | 牧野吉高          | 大原実              | 関口雅浩                                       |
| 제18화 | 8월의 비 (八月の雨)                     | 요코테 미치코     | 大久保政雄        | 모리타 히로유키     | 野田康行                                       |
| 제19화 | 눈물 (涙)                               | 야마토야 아카츠키 | 大久保富彦        | 大久保富彦          | 徳田夢之介                                     |
| 제20화 | 사랑스러운 사람 (愛しき人)              | 下山健人          | 遠藤晋            | 大久保政雄 山本靖貴 | 原田幸枝 新島敏史 仁井宏隆 米澤優              |
| 제21화 | 덧 없는 인연 (はかなき絆)               | 下山健人          | 奥野浩行          | 카나사키 타카오미   | 奥野浩行                                       |
| 제22화 | 망설임 (とまどい)                       | 야마토야 아카츠키 | 今井一暁          | 모리타 히로유키     | 河合拓也 中野彰子                              |
| 제23화 | 사랑의 방식 (愛のかたち)                | 요코테 미치코     | ながはまのりひこ  | 大原実              | 武本大介 早川加寿子 米澤優                     |
| 제24화 | 결의 (決意)                             | 야마토야 아카츠키 | 黒柳トシマサ      | 黒柳トシマサ        | 高木晴美 古住千秋 伊藤祐毅 小松英司            |
| 제25화 | 지켜야할 것 (護るべきもの)              | 下山健人          | 牧野吉高          | 大久保政雄 稲垣隆行 | 関口雅浩                                       |
| 최종화 | 결전 (決戦)                             | 요코테 미치코     | 山本靖貴          | 山本靖貴            | 米澤優                                         |

#### 주제가
1기 여는 곡 〈明日へのキズナ 아시타헤노 키즈나[*]〉 (내일로의 인연) (1 ~ 13화)
작사: 고사카 나오미, 작곡: 사요, 편곡: 타 신타로, 노래: 히메카
2기 여는 곡 〈カナシミレンサ 카나시미레소나[*]〉 () (14화 ~ )
작사: 아이카, 작곡: TATTSU, 편곡: 아카시 마사오, 노래: MARIA
1기 닫는 곡 〈アノ風ニノッテ 아노 카제니 놋테[*]〉 (그 바람을 타고) (1 ~ 13화)
작사: Ohyama "B.M.W." Wataru / suzumoku, 작곡: Ohyama "B.M.W." Wataru, 편곡/노래: pe'zmoku
2기 닫는 곡 〈ひとつの願い 히토츠노 네가이[*]〉 (14화 ~ )
작사: 아즈마가와 하루카, 작곡: 카와구치 다이스케, 편곡: 니시오카 카즈야, 노래: 이노우에 히카리

### 만화
현재 엔터브레인에서 연재중인 키토 엔의 《전장의 발큐리아》(2008년 7월호 시작)와 가도카와 쇼텐에서 연재중인 토키토 큐세이의 《전장의 발큐리아 -wish your smile-》(2008년 12월호 시작)의 두 개의 만화가 있다.

### 게임
- (일본어) 공식 포털 사이트
- (일본어) 게임 공식 사이트
- (일본어) 게임 공식 블로그
- (영어) 미국판 게임 공식 사이트 보관됨 2009-04-15 - 웨이백 머신

### 애니메이션
- (일본어) 애니메이션 공식 사이트
- (일본어) 도쿄 MX측 애니메이션 사이트 보관됨 2009-04-12 - 웨이백 머신
- (일본어) MBS측 애니메이션 사이트